# Minoahchak 74C
Minoahchak 74C är ett reservat i Kanada.   Det ligger i provinsen Saskatchewan, i den sydöstra delen av landet, 2 100 km väster om huvudstaden Ottawa.
Trakten runt Minoahchak 74C består till största delen av jordbruksmark. Trakten runt Minoahchak 74C är nära nog obefolkad, med mindre än två invånare per kvadratkilometer.